# Gewerbegebiet Kirschstraße
Das Gewerbegebiet Kirschstraße ist ein 120.000 Quadratmeter großes Gewerbegebiet im Münchner Stadtteil Allach.
Das Areal grenzt im Norden an den Oertelplatz, im Osten liegt die Bahnstrecke, im Süden und Westen wird das Gebiet von Wohngebieten umrahmt.
Auf dem Gelände sind 26 Betriebe eingemietet, weitere 23 Betriebe sind in Untermiete. Das Areal wird heute überwiegend als Logistik-Standort genutzt. Die Bruttogeschossfläche liegt bei rund 90.000 Quadratmetern. Es ist nach dem Euro-Industriepark das zweitgrößte Gewerbegebiet im Münchner Norden.
Der Name Kirschgelände geht auf die dort von 1895 bis 1954 angesiedelten Dampfsägewerk Theodor Kirsch & Söhne zurück. Für das Unternehmen siehe Albin Kirsch.